# 山崎光雄
山崎 光雄（やまざき みつお、1933年 - ） は、日本の実業家。西武百貨店社長、パルコ会長、福武書店会長を歴任した。

## 人物・来歴
新潟県生まれ。新聞記者など物書きで身を立てたいと向学に燃えるも、家庭の事情もあり1954年4月法政大学二部文学部入学、同年5月西武百貨店に入社。入社当時の百貨店におけるモラル・ハザードは凄まじく、いずれ辞める会社だと自身に言い聞かせ日々の職務に取り組んだ。そのような中、堤清二が店長として入社し、改革を進め社内は一変した。堤は、山崎の直言にも一顧だにすることなく耳を傾け激励した。やがて山崎は物書きになる夢はあきらめ、百貨店に身を奉ずると決め、転部し1958年同大経済学部を卒業した。
その後食品部長、営業企画室長、取締役池袋本店店長を歴任。常務時代には、百貨店の関西地区への進出における先兵を担い陣頭指揮を執った。1984年5月代表取締役社長、1990年相談役、翌1991年パルコ代表取締役会長に転じた。1994年福武書店（現：ベネッセコーポレーション）取締役会長に迎えられた。